# ادینکتن، کنت
ادینکتن (به انگلیسی: Addington) یک روستا و محله مدنی در بریتانیا است که در Tonbridge and Malling واقع شده‌است. ادینکتن ۷۶۹ نفر جمعیت دارد.